# Wade Dooley
Wade Anthony Dooley (Warrington, 2 ottobre 1957) è un ex rugbista a 15 e dirigente sportivo britannico, internazionale per l'Inghilterra che, dal 2009, lavora presso la Rugby Football Union come osservatore disciplinare.

## Biografia
Agente di polizia a Blackpool (Lancashire), fu ribattezzato in carriera The Blackpool Tower (dal nome dell'omonimo edificio cittadino) in ragione della sua altezza, 202 centimetri.
Inizialmente giocatore di rugby a 13, passò al XV a 19 anni.
A livello di club militò sempre nel Preston Grasshoppers, in quarta divisione nazionale, finché nel 1984 catturò l'attenzione dell'allora C.T. della Nazionale inglese Dick Greenwood.
Esordì con la maglia inglese in un test match di fine anno a Twickenham nel 1985 contro la Romania e già nel febbraio successivo fu in campo contro la Francia per il primo dei suoi nove tornei del Cinque Nazioni consecutivi fino al 1993, nei quali riportò due vittorie nel 1991 e 1992 entrambe con il Grande Slam.
Uno degli incontri più memorabili da lui disputati fu la cosiddetta Battaglia di Cardiff del Cinque Nazioni 1987: in un match pieno di ruvidezze reciproche (quali per esempio un placcaggio alto e molto pericoloso del gallese Jonathan Davies su Rob Andrew), Wade Dooley abbatté con un pugno il numero 8 Phil Davies, rompendogli lo zigomo.
In seguito lo stesso Davies, con cui Dooley si scusò a fine gara, ammise che quella del giocatore inglese era una reazione per vendicare quello che poteva essere scambiato per un pugno dato durante una rimessa in touche da Davies all'inglese John Hall.
Dopo tale incontro Dooley fu ammonito dal capo della polizia del Lancashire, in quanto il suo comportamento aveva richiamato molti cronisti sul luogo dove egli prestava servizio come agente.
Prese parte alla Coppa del Mondo di rugby 1987 dove l'Inghilterra giunse ai quarti di finale, sconfitta, di nuovo, dal Galles; quattro anni dopo, alla Coppa del Mondo di rugby 1991, giunse fino alla finale di Twickenham, poi persa 6-12 contro l'Australia, uno dei rimpianti della sua carriera di giocatore.
Fu selezionato anche in due tour dei British Lions, nel 1989 in Australia e nel 1993 in Nuova Zelanda: durante quest'ultimo dovette tornare in Inghilterra perché raggiunto dalla notizia della morte di suo padre; non fu reintegrato nella squadra in quanto al posto suo fu chiamato Martin Johnson.
Nel 1994 concluse la carriera agonistica, proseguendo la sua professione di agente di polizia fino al congedo avvenuto nel 2007, dopo 33 anni di servizio.
Sposato con Sharon, cuoca di professione, la coppia gestisce una compagnia di catering e sale da tè; inoltre, dal 2009, Dooley ricopre l'incarico di supervisore disciplinare per la Rugby Football Union, compito che consiste nel rilevare tramite la prova video quelle infrazioni disciplinari gravi sfuggite all'arbitro.
Al riguardo, l'ex rugbista Brian Moore, oggi columnist e all'epoca suo compagno di Nazionale e nei British Lions, ha ironicamente sottolineato la singolarità dell'affidamento di tale incarico proprio a un giocatore che «se la figura del supervisore fosse esistita ai suoi tempi, avrebbe trascorso almeno un terzo della sua carriera fuori dal campo per squalifica».